# Abascanto
Abascanto (en latín abascantus, "el que está libre del mal", en griego Αβάσκαντος), fue un médico galo de Lugdunum (Lyon), que probablemente vivió en el siglo II.  Es mencionado varias veces por Galeno, quien elogia su antídoto para la mordedura de serpiente.
El nombre de Abascanto se ha encontrado en numerosas inscripciones en latín, tanto en Hispania como en Roma, donde algunas de las cuales se refieren a un liberto de Augusto, que algunos estudiosos suponen que es la misma persona mencionada por Galeno. Existe controversia como también con Parakletios Abaskanthos (Παρακλήτιος Ἀβάσκανθος) en Galeno